# Абазія
Аба́зія (abasia; грец. а- від'ємна частина + грец. basis — крок) — психічно зумовлена втрата здатності ходити. Пов'язана із розладами нервової системи, рівноваги тіла або з руховими порушеннями нижніх кінцівок (паралічами, гіперкінезами, м'язовими спазмами). Є клінічним симптомом деяких психічних хвороб.
Хворий може здійснювати відповідні дії, в необхідному об'ємі і з достатньою силою, лежачи. Найчастіше зустрічається при істерії, при рухових розладах нижніх кінцівок і розладі рівноваги. Часто супроводжується астазією.
Розрізняють хореїчну, паралітичну, спастичну і треморну форми абазії.

## Джерала
- Реймерс Н. Ф. Основні біологічні поняття та терміни. — Москва: Просвіта, 1988 (рос.)